# Salsa verde picante

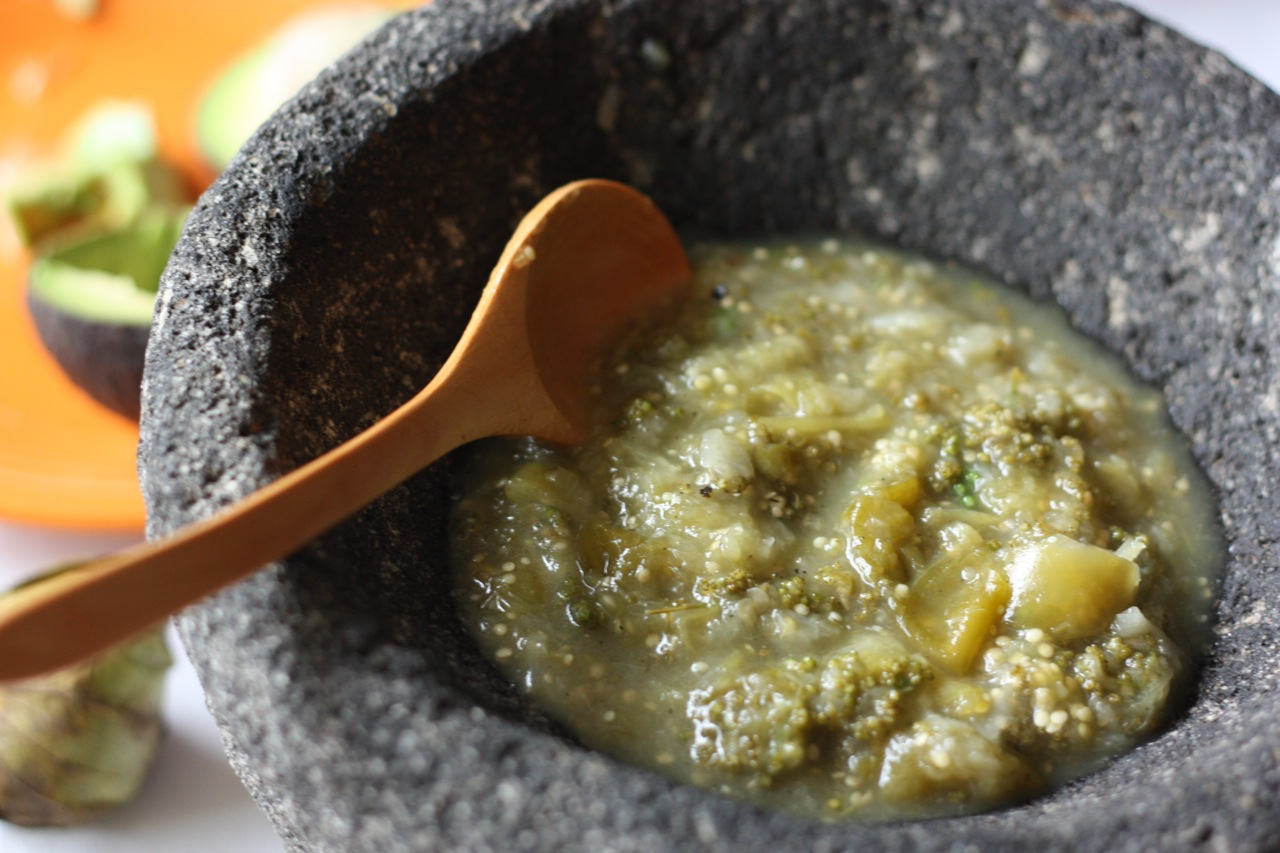
Salsa verde cocida, molida en un molcajete

La salsa verde picante es una salsa clásica en la comida mexicana.
Está hecha de tomate verde o tomatillo, molido con cebolla, ajo, cilantro, chile, sal y pimienta al gusto. 
Esta salsa verde se presenta en las variantes: salsa cocida, en que los ingredientes son cocidos y luego molidos; salsa asada, en que los elementos son asados en un comal y posteriormente molidos; salsa cruda, en que los ingredientes son molidos en crudo, dispuesta para comerse; y una combinación en que algunos elementos son asados y otros cocidos. Para el proceso de molido se puede usar molcajete o licuadora. Después de preparada la salsa se puede volver a cocer en una cacerola con un poco de aceite.
Se usa para preparar alimentos tradicionales mexicanos, con nivel de picante suave para enchiladas o chicharrón en salsa verde. O bien, más picante para acompañar antojitos como tacos, quesadillas, etc.